# Dino Crisis
Dino Crisis est une série de jeux vidéo créée en 1999.

## Liste des jeux vidéoDino Crisis
- Dino Crisis
- Dino Crisis 2
- Dino Stalker
- Dino Crisis 3